# Jacques d’Estouteville

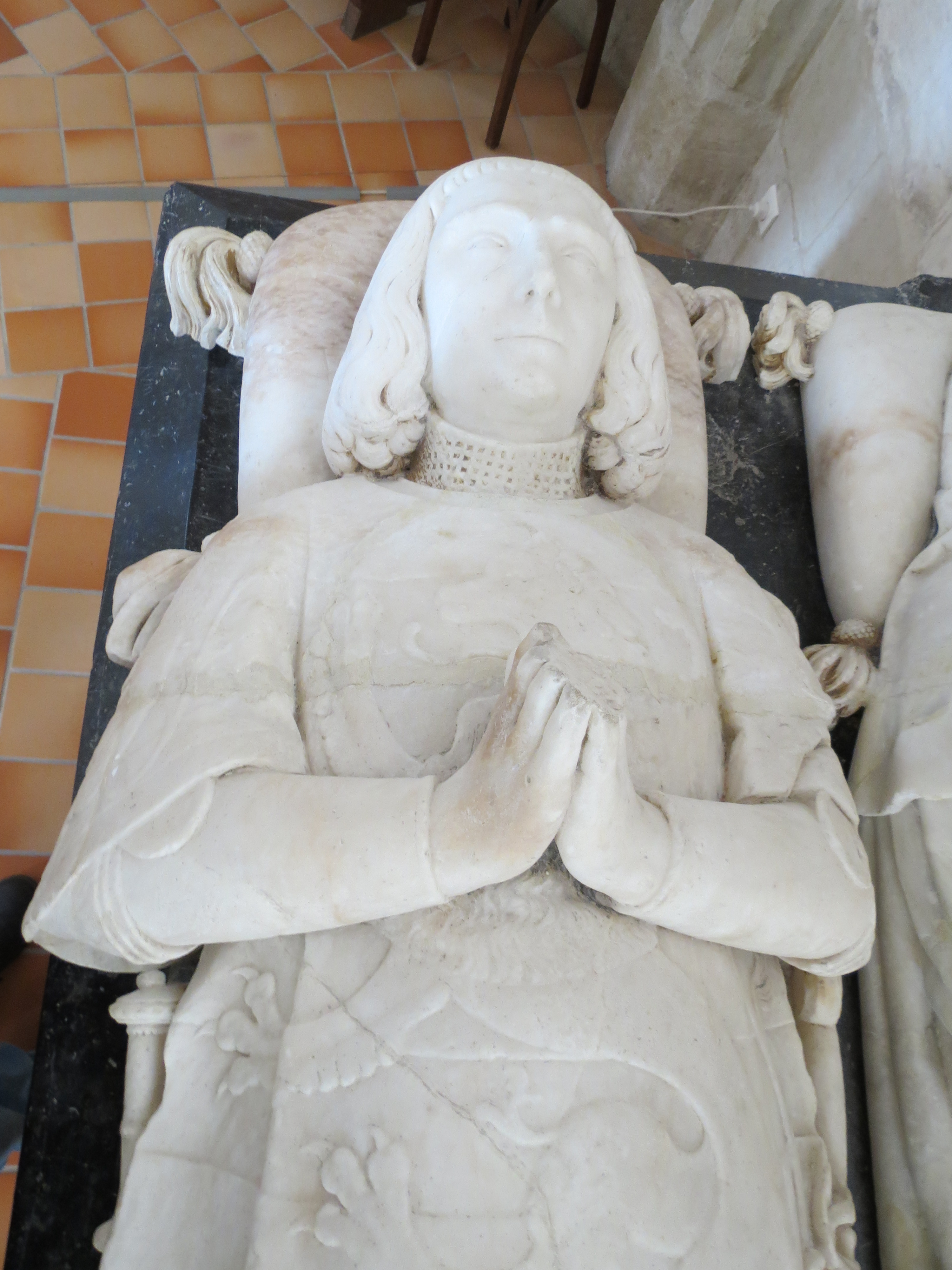
Detail des Gisants von Jacques d’Estouteville in der Abteikirche von Valmont

Jacques d’Estouteville (* 4. Dezember 1448 in Pommereux; † 12. März 1490 (neuer Stil) in Valmont) war ein französischer Adliger.
Er war (1474) Sire d’Estouteville, Seigneur et Châtelain de Valmont, Hambye (1479) et Hotot, Les Loges, Chanteloup, Comte de Créances, Vicomte et Baron de Roncheville, Cleuville, Berneval.

## Leben
Jacques d’Estouteville ist der Sohn von Michel d’Estouteville († 1469), Sire d'Estouteville, und Marie de La Roche-Guyon, Dame de La Roche-Guyon († 1497); er ist der Enkel von Louis d’Estouteville und Großneffe von Guillaume d’Estouteville, Erzbischof von Rouen und Kardinal.
Gemeinsam mit seinem Bruder Guy führte er nach der Wiederverheiratung seiner Mutter (um 1470 mit Bertin de Silly) gegen sie einen Erbschaftsprozess.
Er war Rat und Kämmerer des Königs, zudem Capitaine der Burg Falaise.
Jacques d‘Estouteville starb am 12. März 1490 (neuer Stil) und wurde in der Kirche der Abtei Valmont bestattet. Um 1490/1495 wurden zwei Gisants angefertigt und im Chorumgang aufgestellt. In geschnitztem und poliertem Alabaster liegt er auf dem gleichen Sockel wie seine Frau, er im Kettenhemd, seine Füße auf einem Löwen ruhend, sie an seiner Seite in einem Faltenkleid, ein Schleier umgibt ihr Gesicht, ihre Füße ruhen auf einem Widder. In den Sockel sind Heiligenfiguren in Nischen geschnitzt: Ludwig der Heilige, Katharina von Alexandrien, Adrian von Nikomedien, Johannes der Täufer, Anna und die Jungfrau mit Kind. Die Gisants wurden am 20. September 1982 als Monument historique eingestuft.

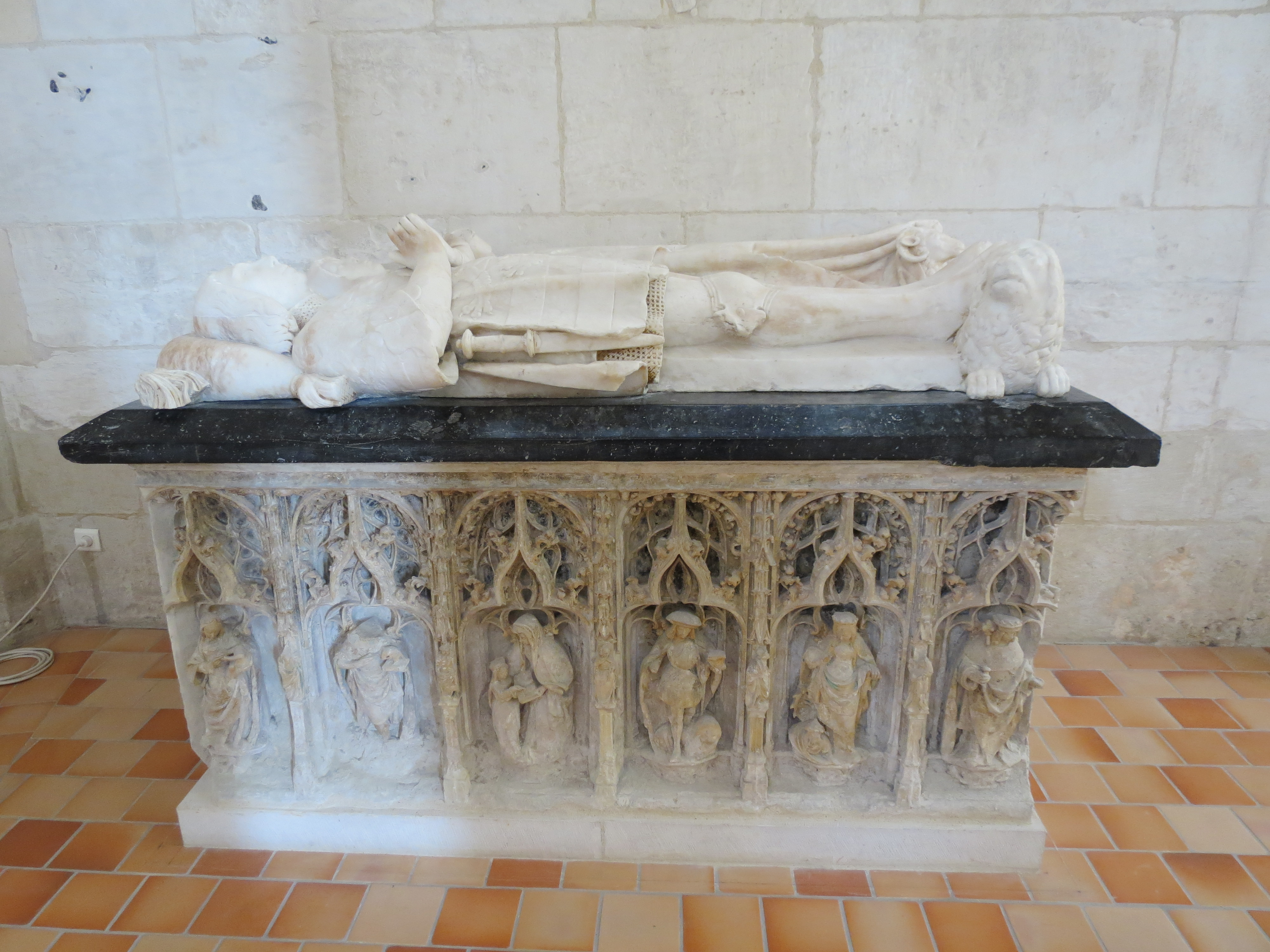
Das Grabmal mit den Gisants auf einem Sockel
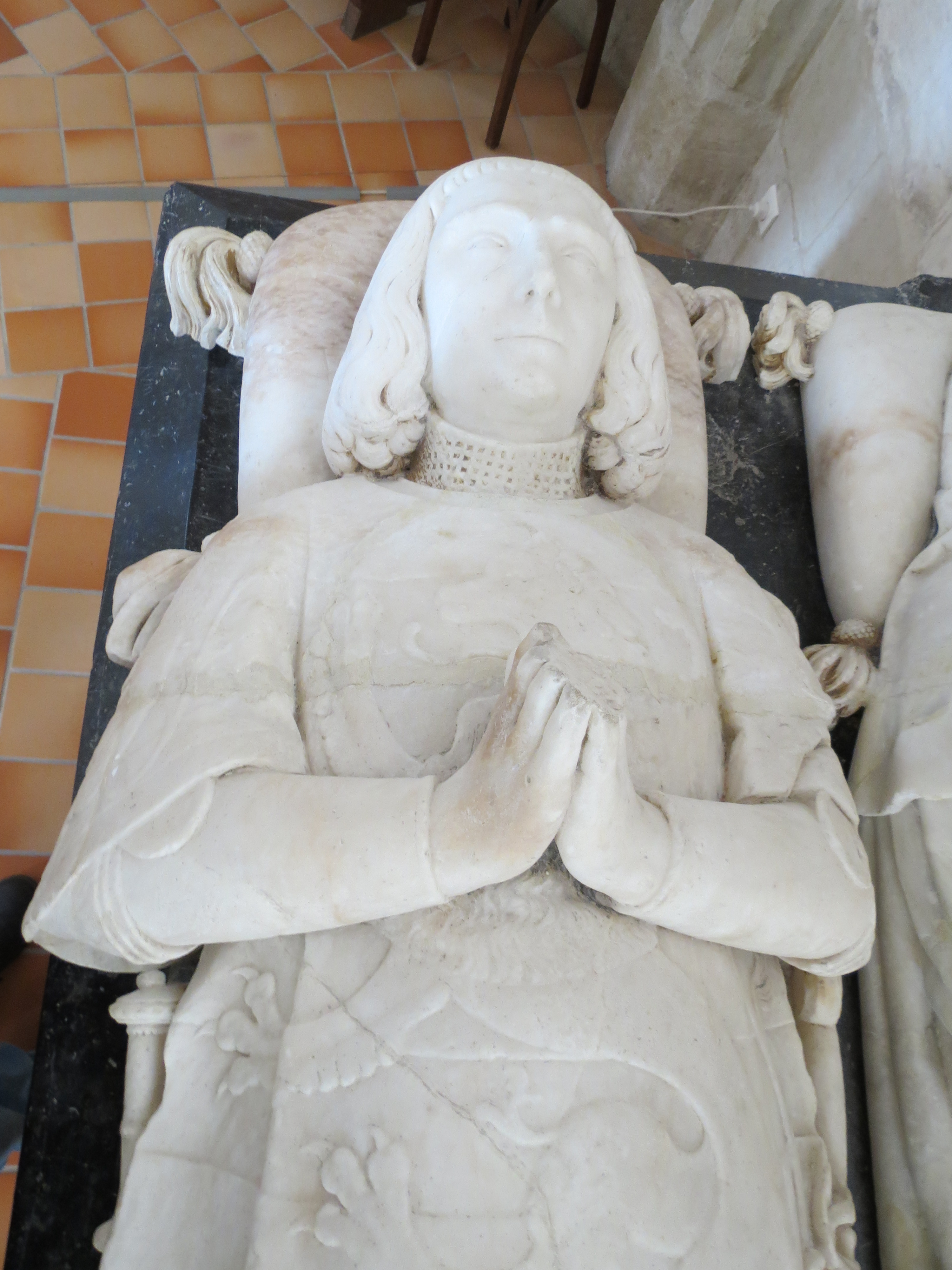
Detail des Gisants von Jacques d'Estouteville
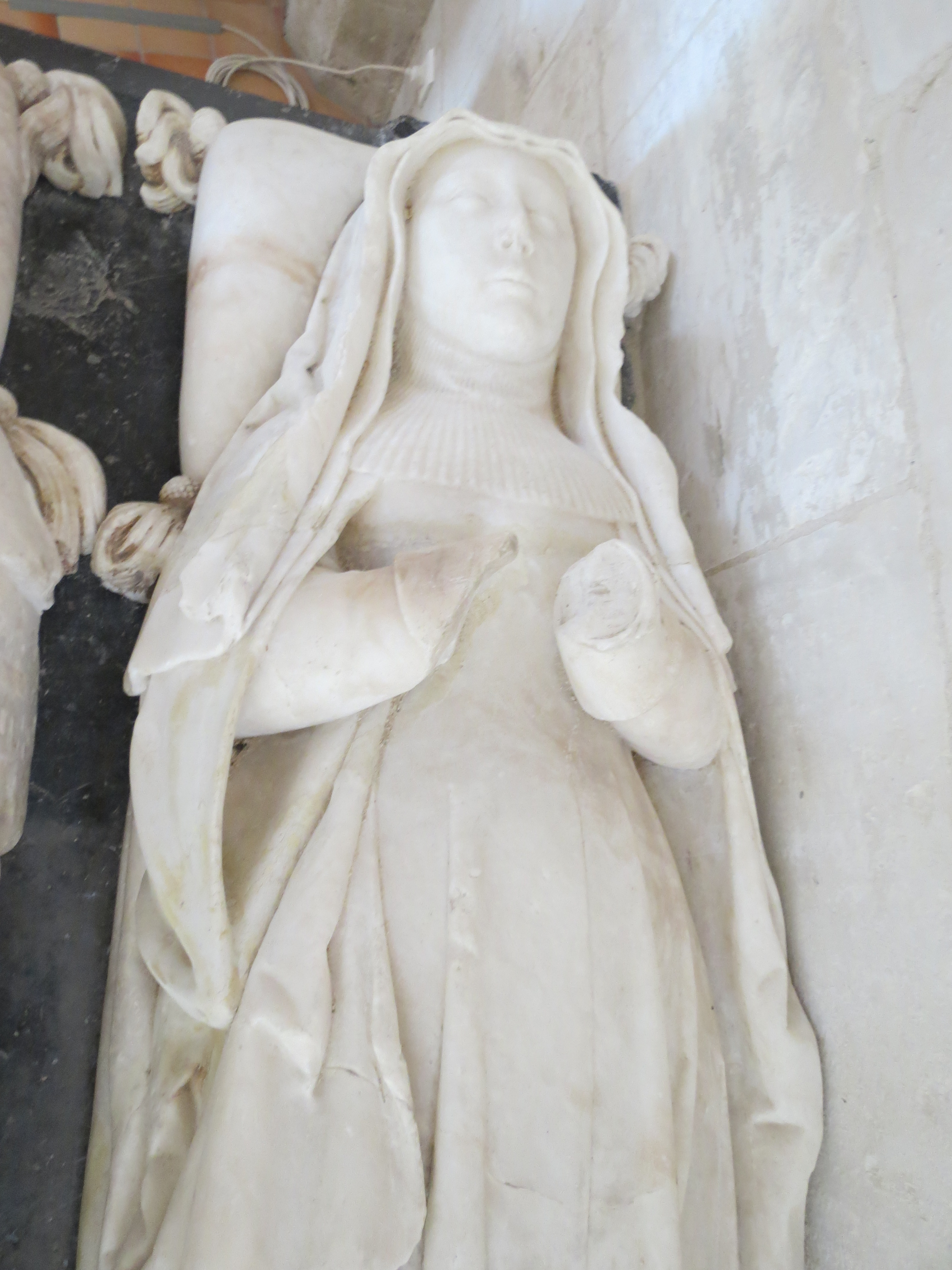
Détail des Gisants von Louise d'Albret
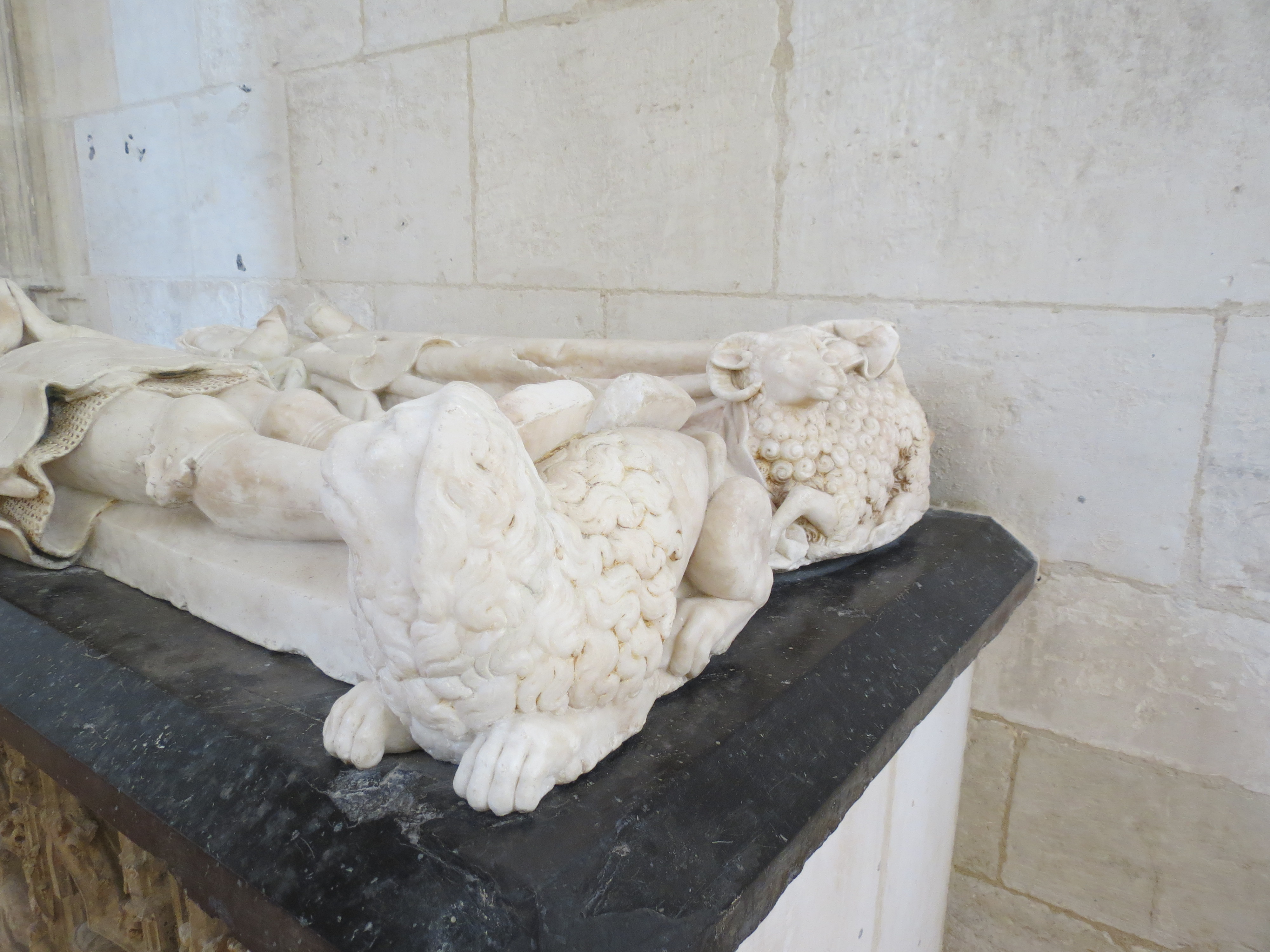
Detail mit dem Löwen und dem Widder zu Füßen der Gisants

## Ehe und Familie
Jacques d’Estouteville heiratete per Ehevertrag vom 1. März 1480 Jeanne Louise d’Albret († 8. September 1494), Tochter von Jean I. d’Albret, Seigneur d’Albret, Vicomte de Tartas (Haus Albret), und Catherine de Rohan (Haus Rohan). Ihre Kinder sind:
- Françoise (* 1482; † 1508/14); ⚭ (Ehevertrag 29. November 1500) Jean V. de Lévis, Seigneur de Mirepoix, Lieutenant royal im Languedoc († 8. Mai 1533 auf Burg Lagarde)
- Jean III. (* 1483[5]; † 11. September 1517 in Rouen), 1503 Sire d’Estouteville, Seigneur d’Hotot et de Valmont, Vicomte de Roncheville; ⚭ 1509 (mit Dispens) Jacqueline d’Estouteville († 10. August 1550), Tochter von Guy d’Estouteville und Isabeau de Croy, seine Kusine
- Louis (* 1484; † 24. Oktober 1527 in Rouen an der Pest), 1496/1517 Abt von Valmont, 1512 Domdechant in Rouen, 1515 Kommendatarabt von Savigny, Apostolischer Protonotar, nennt sich 1521 missbräuchlich Bischof von Coutances
- Antoine (* 1486), Comte de Créances und Châtelain der Burg von Chanteloup von 1517 bis 1556[6]; ⚭ (1) vor 1523 Isabeau de Carbonnel, Tochter von Gilles de Carbonnel, Seigneur de Sourdeval, und Catherine de Dreux; ⚭ (2) um 1545 Marguerite de Bossut, Tochter von Jacques, Seigneur de Bossut, und Isabeau de Brunetel, Witwe von Jean, Sire de Bournonville

Darüber hinaus hatte er zwei uneheliche Kinder von einer unbekannten Frau.
- NN (wohl Louise) bâtard, um 1480 bezeugt
- Robert bâtard d’Estouteville, 1489 bezeugt, 1490 geistlich

Seine Frau Louise d'Albret hatte (offenbar vor ihrer Ehe) eine Affäre mit Herzog Jean II. de Bourbon († 1488) und mit ihm ein Kind, Charles († 1502), Vicomte de Lavedan, Seneschall von Toulouse, der mit Louise du Lion verheiratet war und die die Stammeltern der Linie Bourbon-Lavedan wurden.